# Stannan
Stannan /ˈstæneɪn/ là một hợp chất vô cơ với công thức hóa học SnH
4. Nó là một chất khí không màu. Stannan có thể được điều chế bằng phản ứng của SnCl4 và LiAlH4.
SnCl4 + LiAlH4 → SnH4 + LiCl + AlCl3
Stannane phân hủy chậm ở nhiệt độ phòng để tạo ra thiếc kim loại và hydro và khí này bốc cháy khi tiếp xúc với không khí. Stannan là khí độc.